# Brightons
Brightons est un village situé dans le Falkirk, en Écosse.